# 남아메리카 연방

남아메리카 연방의 국기

남아메리카 연방은 콜 오브 듀티: 고스트에 나라이다. 콜 오브 듀티: 고스트 게임에서 나오는 나라이며 디에고 데 알마그로, 프란시스코 피사로가 산다.